# Morti nel 1570
| Questa pagina contiene informazioni ricavate automaticamente dalle voci biografiche con l'ausilio del template Bio e di un bot. L'aggiornamento è periodico e automatico e ricostruisce completamente la pagina. Se manca una persona in questa lista, sei pregato di non aggiungerla, ma accertati piuttosto che la sua voce biografica contenga il template Bio e che i dati anagrafici siano correttamente compilati. Se il template Bio manca, inseriscilo tu stesso o, in alternativa, metti l'avviso {{tmp\|Bio}} che ne segnala la mancanza. Se i dati riportati sono sbagliati, correggi direttamente la voce biografica; le modifiche saranno visibili in questa lista entro pochi giorni. Per chiarimenti vedi il progetto biografie. La lista contiene solo le 82 persone che sono citate nell'enciclopedia e per le quali è stato implementato correttamente il template Bio. Pagina aggiornata al 10 giu 2025. |

## Gennaio(5)
- 4 gennaio - Giovanni Antonio De Nigris, giurista italiano (n. 1502)
- 8 gennaio - Philibert Delorme, architetto francese (n. 1514)
- 23 gennaio - Giacomo Stewart, conte scozzese (n. 1531)
- 25 gennaio - Philibert Babou de la Bourdaisière, diplomatico, cardinale e vescovo cattolico francese (n. 1513)
- 30 gennaio - Luigi Gonzaga, nobile italiano (n. 1538)

## Febbraio(1)
- 12 febbraio - Federico Gonzaga, nobile italiano (n. 1528)

## Marzo(3)
- 11 marzo - Niccolò Franco, poeta e scrittore italiano (n. 1515)
- 16 marzo - Ippolita Gonzaga, nobile italiana (n. 1503)
- 17 marzo - William Herbert, I conte di Pembroke, nobile e politico inglese (n. 1501)

## Aprile(8)
- 7 aprile - Girolamo Martinengo, militare italiano (n. 1519)
- 8 aprile - Giovanni Battista Cicala, cardinale e vescovo cattolico italiano (n. 1510)
- 8 aprile - Tommaso Fazello, presbitero, storico e antiquario italiano (n. 1498)
- 10 aprile - Johann Walter, compositore e cantore tedesco (n. 1496)
- 11 aprile - Isabella Colonna, nobile italiana (n. 1513)
- 13 aprile - Daniele Barbaro, patriarca cattolico e umanista italiano (n. 1514)
- 18 aprile - Ambrogio Aldegati, teologo e vescovo cattolico italiano
- 22 aprile - Muzio Calini, vescovo cattolico e scrittore italiano (n. 1525)

## Maggio(2)
- 3 maggio - Pietro Loredan, doge (n. 1482)
- 6 maggio - Giovanni Camerino, architetto italiano

## Giugno(6)
- 3 giugno - Alvise Pisani, cardinale e vescovo cattolico italiano (n. 1522)
- 12 giugno - Jean Mercier, umanista, ebraista e filologo francese
- 18 giugno - Bartolomeo Celsi, funzionario e militare italiano (n. 1534)
- 21 giugno - Juan Manrique de Lara, militare spagnolo (n. 1507)
- 23 giugno - Bernardino Blaceo, pittore italiano
- 28 giugno - Francesco Pisani, cardinale e vescovo cattolico italiano (n. 1494)

## Luglio(4)
- 3 luglio - Aonio Paleario, umanista italiano (n. 1503)
- 6 luglio - Margaret Clement, matematica inglese (n. 1508)
- 15 luglio - Ignazio de Azevedo, gesuita portoghese (n. 1526)
- 15 luglio - Nicolaus Gallus, teologo tedesco (n. 1516)

## Agosto(3)
- 9 agosto - Endō Naotsune, militare giapponese (n. 1531)
- 9 agosto - Makara Naotaka, militare giapponese (n. 1536)
- 15 agosto - Cesare Piovene, militare italiano (n. 1533)

## Settembre(5)
- 5 settembre - Luigi Anguillara, botanico italiano (n. 1512)
- 5 settembre - Giovanni da Cavino, medaglista italiano (n. 1500)
- 7 settembre - Francesco Severi da Argenta, medico e poeta italiano
- 11 settembre - Johann Brenz, teologo tedesco (n. 1499)
- 11 settembre - Abdisho IV Maron

## Ottobre(7)
- 1º ottobre - Frans Floris, pittore fiammingo (n. 1517)
- 18 ottobre - Manuel da Nóbrega, gesuita portoghese (n. 1517)
- 19 ottobre - Mori Yoshinari, militare giapponese (n. 1523)
- 19 ottobre - Oda Nobuharu, militare giapponese (n. 1549)
- 19 ottobre - Tsuda Nobuzumi, militare giapponese (n. 1549)
- 20 ottobre - João de Barros, scrittore e storico portoghese (n. 1496)
- 20 ottobre - Francesco Laparelli, architetto italiano (n. 1521)

## Novembre(2)
- 26 novembre - Sakai Masahisa, militare giapponese
- 27 novembre - Jacopo Sansovino, architetto e scultore italiano (n. 1486)

## Dicembre(2)
- 6 dicembre - Gian Giacomo dell'Acaya, ingegnere italiano (n. 1500)
- 27 dicembre - Luis Venegas de Henestrosa, compositore spagnolo (n. 1510)

## Senza giorno specificato(34)
- Muzaffar II di Johor, sovrano malese (n. 1546)
- Alfonso de Ulloa, scrittore, traduttore e storico spagnolo
- Lucrezia Bandini, nobildonna italiana
- Hendrik van Bommel, teologo olandese
- Giovanni Carlo Bovio, arcivescovo cattolico italiano (n. 1522)
- Annibale Caccavello, scultore e architetto italiano (n. 1515)
- Virgilio Calamelli, ceramista italiano
- Henry Clifford, II conte di Cumberland, nobile britannico (n. 1517)
- Hieronymus Cock, pittore fiammingo (n. 1510)
- Moses Cordovero, rabbino ottomano (n. 1522)
- Diogo de Contreiras, pittore portoghese
- Vincenzo Duranti, vescovo cattolico italiano (n. 1509)
- Marco Fileta Filiuli, filologo italiano
- Gabriele VII di Alessandria, vescovo cristiano orientale egiziano
- Agostino Gallo, agronomo italiano (n. 1499)
- Jacques Grévin, drammaturgo francese
- Asakura Kagetaka, militare giapponese (n. 1508)
- Antonio Labacco, architetto italiano (n. 1495)
- Giorgio Lapazaya, matematico e presbitero italiano (n. 1495)
- Bartholomaeus Latomus, umanista lussemburghese (n. 1490)
- Agostino II Lodron, nobile italiano (n. 1540)
- Ulisse Martinengo, nobile italiano (n. 1545)
- Millalelmo, militare nativo americano
- Girolamo Mirola, pittore italiano (n. 1530)
- Nicolò Morlupino, poeta italiano (n. 1528)
- Francesco Palazzi, militare italiano (n. 1533)
- Francesco Primaticcio, pittore, architetto e decoratore italiano (n. 1504)
- Sadasiva Raya, sovrano indiano (n. 1542)
- Juan Ruiz de Arce, militare spagnolo (n. 1507)
- Massimo Troiano, poeta italiano
- Yi Hwang, filosofo coreano (n. 1501)
- Thomas Zelger, avvocato e politico svizzero
- Francesco da Castello, architetto e scultore italiano (n. 1486)
- Alonso de Covarrubias, architetto e scultore spagnolo (n. 1488)